# Hadar (Etiopia)
Hadar è un sito archeologico preistorico che si trova nella bassa valle del fiume Auasc, patrimonio dell'umanità per i diversi siti archeologici che vi sono stati ritrovati, nella regione degli Afar in Etiopia.

## Descrizione
Qui nel 1973 fu scoperto il fossile repertoriato come AL 129-1, un'articolazione fossilizzata del ginocchio di un ominide della specie Australopithecus afarensis, che si stima abbia 3,4 milioni di anni.
L'anno dopo, ad ottobre 1974, fu scoperto AL 200-1, il fossile del palato superiore completo dei denti di un Australopithecus afarensis, e a novembre il celebre fossile noto come Lucy, nome con cui viene comunemente identificato il reperto A.L. 288-1,  consistente in centinaia di frammenti di ossa fossili che rappresentano il 40% dello scheletro di un esemplare femmina, il primo scoperto, di Australopithecus afarensis.
Nel 1975 vi fu un altro ritrovamento più consistente. Si trattava di 13 individui differenti di tutte le età, risalenti ad almeno 3,2 milioni di anni e quindi "coevi" di Lucy. Le dimensioni di questi esemplari variavano considerevolmente, al punto tale da indurre alcuni scienziati a pensare che si trattasse di due o tre specie diverse. Donald Johanson, diversamente, sostenne che tutti i fossili appartenevano alla stessa specie, da cui il nome "Prima Famiglia".
Nel 1994 è la volta di AL 444-2, che oltre ad essere uno dei più grandi crani della specie trovato fino ad oggi, fu la prima scoperta di un cranio e di una mandibola tra loro associati, che davano una sostanziale conferma alle precedenti ricostruzioni di Australopithecus afarensis.